# 1343

## Události
- 27. ledna – papež Klement VI. vydal bulu Unigenitus, definující doktrínu „Pokladnice zásluh“ či „Pokladnice Církve“ jako základnu pro udělování odpustků katolickou církví.
- 23. dubna – v Estonsku propuklo Povstání Noci svatého Jiří (trvalo do roku 1345).
- 4. května – čtyři estonští králové byli zavražděni během vyjednávání s Livonským řádem.
- 15. srpna – Magnus II. Eriksson abdikoval z pozice krále Norska ve prospěch svého syna Haakona VI., ačkoliv byl Haakon ještě nedospělý, což Magnovi umožňovalo zůstat vládcem Norska de facto.
- 25. listopadu – Zemětřesení a tsunami v Neapoli: tsunami, způsobená zemětřesením, zdevastovala mimo jiné i námořní republiku Amalfi, což přispělo k definitivnímu zániku její moci – přístav již nikdy nedosáhl většího než lokálního významu.

### Probíhající události
- 1337–1453 – Stoletá válka

## Narození
- 24. června – Johana Francouzská, navarrská královna jako manželka Karla II. († 3. listopadu 1373)
- 23. července – Thomas Percy, 1. hrabě z Worcesteru, anglický povstalec († 1403)
- 19. prosince – Vilém I. Míšeňský, míšeňský markrabě († 9. února 1407)
- Čchiou Fu, čínský vojevůdce říše Ming († 1409)
- Chokei, japonský císař († 1394)
- Tommaso Mocenigo, dóže benátský († 1423)
- Paolo Alboino della Scala, pán Verony († 1375)
- Alexander Stewart, 1. hrabě z Buchanu, skotský šlechtic († 1394)

## Úmrtí
- 5. ledna – Jan z Dražic, biskup pražský (* kolem 1260)
- leden – Robert I. Neapolský, neapolský král (* 1277)
- 29. května – Francesco I. Manfredi, pán Faenzy (* ?)
- 14. září – Alžběta z Virneburgu, rakouská vévodkyně (* asi 1303)
- 16. září – Filip III. Navarrský, navarrský spolukrál jako manžel Jany II. (* 1306)
- 15. prosince – Hasan Kucek, čobánovský kníže (* asi 1319)
- prosinec – Anna Habsburská, dolnobavorská vévodkyně a poté gorická hraběnka (* 1318)
- Aimone Savojská, hraběnka savojská (* 1291)

## Hlava státu
- České království – Jan Lucemburský
- Moravské markrabství – Karel IV.
- Svatá říše římská – Ludvík IV. Bavor
- Papež – Klement VI.
- Švédské království – Magnus IV. Švédský
- Norské království – Magnus VII. Eriksson – Haakon VI. Magnusson
- Dánské království – Valdemar IV. Atterdag
- Anglické království – Eduard III.
- Francouzské království – Filip VI. Valois
- Aragonské království – Pedro IV.
- Kastilské království – Alfons XI. Spravedlivý
- Portugalské království – Alfons IV. Statečný
- Polské království – Kazimír III. Veliký
- Uherské království – Ludvík I. Uherský
- Byzantská říše – Jan V. Palaiologos a Jan VI. Kantakuzenos (regent)